# Amadeu Altafaj

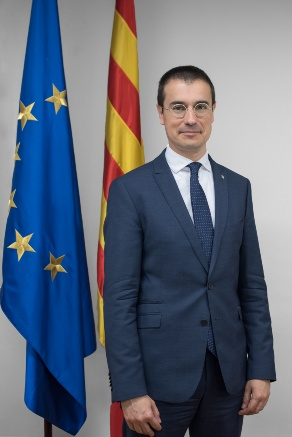
Amadeu Altafaj

Amadeu Altafaj (* 27. April 1968 in Barcelona) ist ein spanischer Journalist. 

## Leben
Altafaj startete seine Karriere in Brüssel als Korrespondent des Radiosenders COM sowie der Tageszeitungen El Mundo und Abc. Er arbeitete als Sprecher des Kommissars für Entwicklung und humanitäre Hilfe, Louis Michel. Später wurde er Wirtschaftssprecher der Europäischen Kommission. Von 2012 bis 2014 war er Kabinettschef des damaligen EU-Vizepräsidenten Olli Rehn. 
Beachtung fand im September 2012 seine Äußerung zur Situation Kataloniens, wonach ein unabhängiges Katalonien sehr wohl wirtschaftlich überlebensfähig wäre und noch vor Spanien die Wirtschaftskrise überwinden würde.
Am 23. Dezember 2014 schuf die katalanische Regierung das Amt eines Ständigen Vertreters der Regierung Kataloniens bei der Europäischen Union, das Amadeu Altafaj derzeit innehat.
| Personendaten    | Personendaten       |
| ---------------- | ------------------- |
| NAME             | Altafaj, Amadeu     |
| KURZBESCHREIBUNG | spanischer Diplomat |
| GEBURTSDATUM     | 27. April 1968      |
| GEBURTSORT       | Barcelona           |